# آرلو
آرلو (به مجاری: Arló) روستاییست در استان بورشود-آبااوی-زمپلن در کشور مجارستان. جمعیت این روستا در ۲۰۰۹، ۳٬۷۸۵ نفر بوده‌است.